# Calliptamus plebeius
Calliptamus plebeius is een rechtvleugelig insect uit de familie veldsprinkhanen (Acrididae). De wetenschappelijke naam van deze soort is voor het eerst geldig gepubliceerd in 1870 door Walker.
1. ↑  (en) Calliptamus plebeius op de IUCN Red List of Threatened Species.